# Pacyfikacja Marymontu
Pacyfikacja Marymontu – fala mordów, podpaleń, grabieży i gwałtów, która przetoczyła się przez warszawski Marymont w czasie powstania warszawskiego. W dniach 14–15 września 1944 szturmujące Marymont formacje Wehrmachtu i wschodnich jednostek ochotniczych zamordowały kilkuset polskich cywilów, jak również wielu rannych i wziętych do niewoli żołnierzy Armii Krajowej.

## Upadek Marymontu

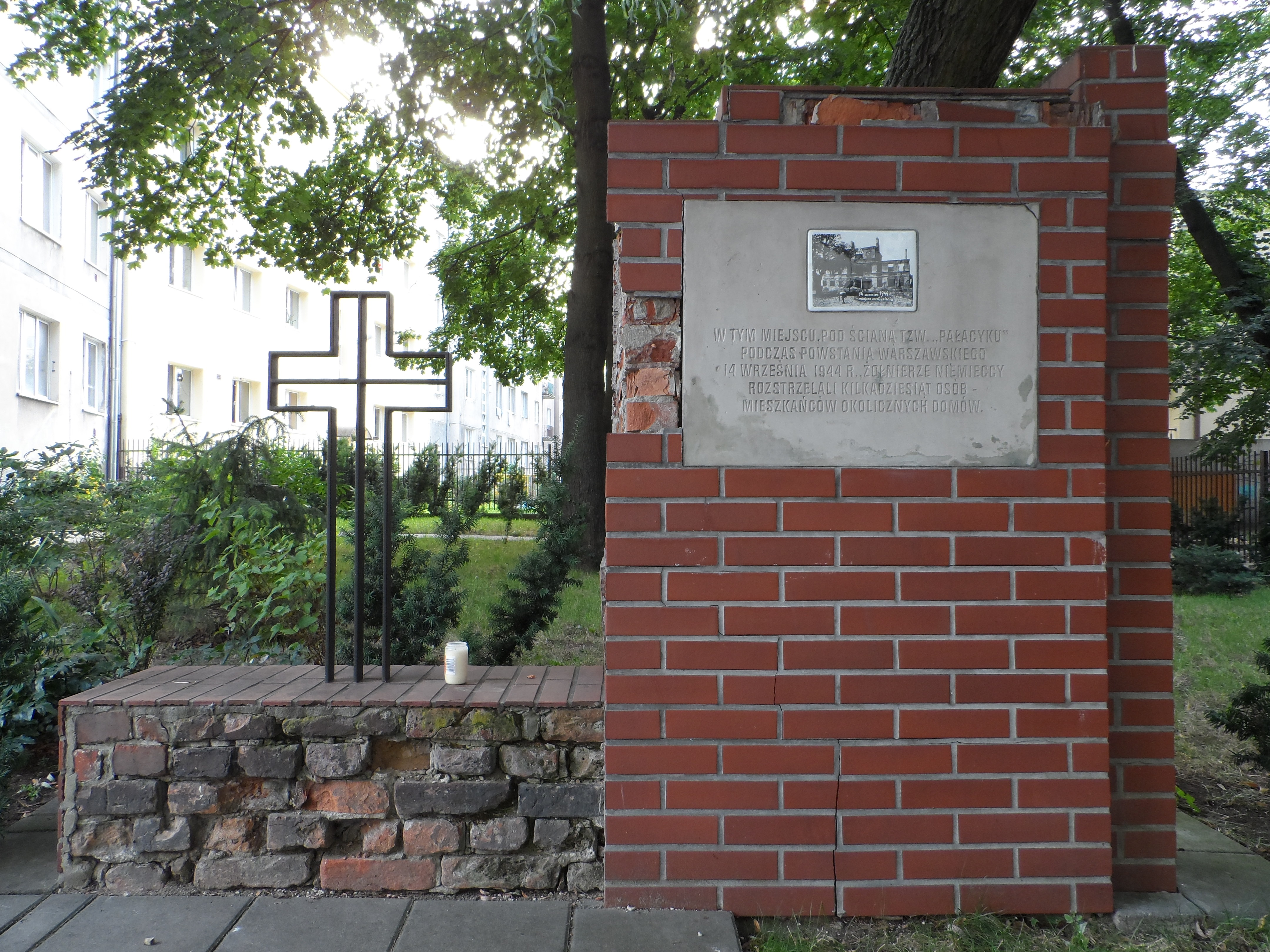
Tablica upamiętniająca ofiary egzekucji pod murem „pałacyku Marysieńki” (obecnie ul. Bieniewicka 2B)

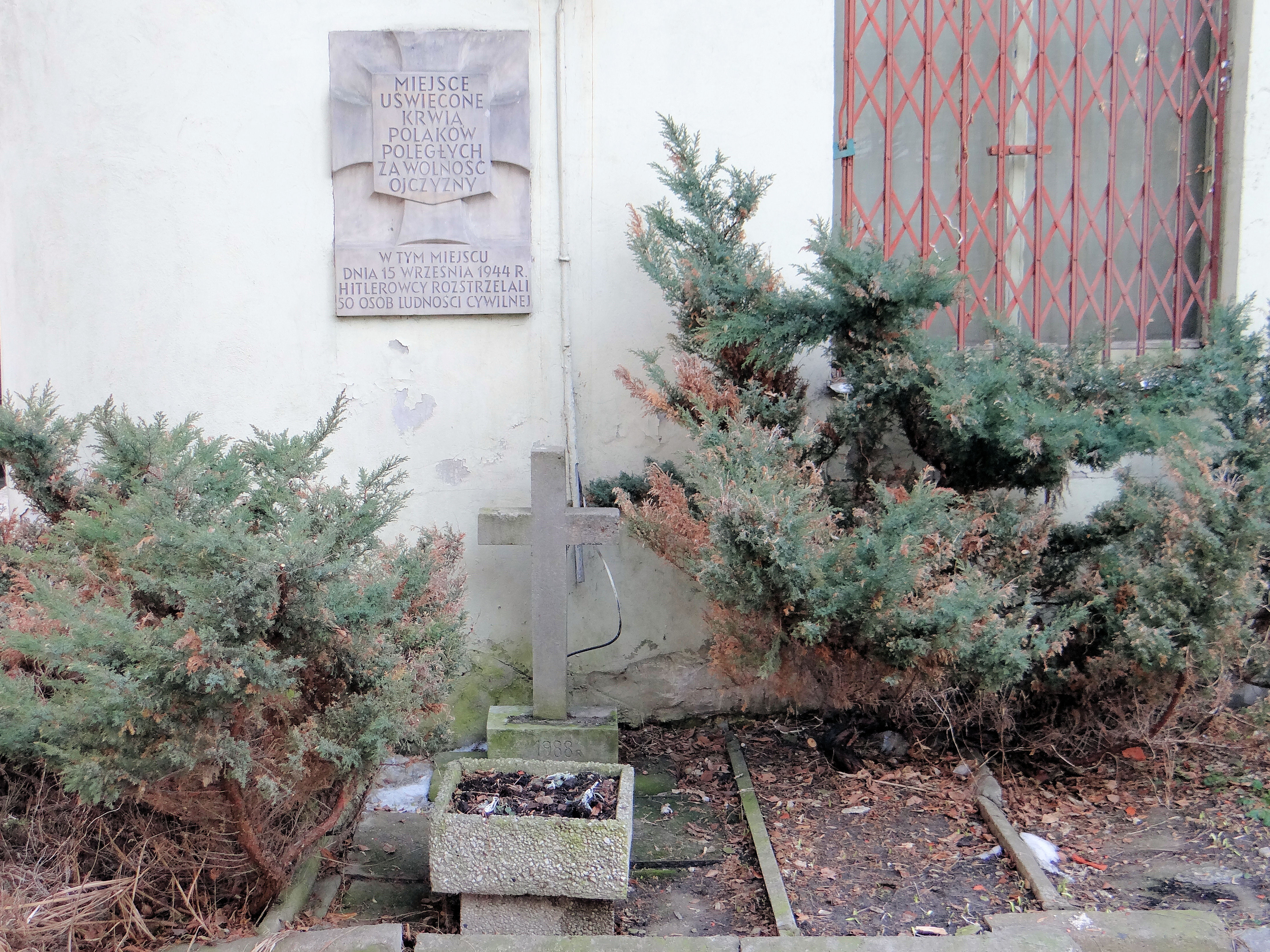
Pamiątkowa tablica przy ul. Barszczewskiej

22 sierpnia 1944 załamało się natarcie oddziałów AK na Dworzec Gdański. Żoliborz wraz z Marymontem nie były odtąd objęte większymi działaniami bojowymi. Nawet artyleria i lotnictwo niemieckie, zajęte w innych rejonach miasta, rzadko atakowały dzielnicę. Wyjątek stanowił jedynie będący swoistą „ziemią niczyją” dolny Marymont, gdzie dochodziło do częstych starć patroli. Poczynając od 26 sierpnia niemieckie oddziały podpalały tam nieobsadzone przez powstańców budynki. Z podpalaczami walczyły patrole AK, jednakże nieprzyjacielowi udało się spalić większą część dolnego Marymontu oraz uprowadzić wielu mieszkańców. Reszta ludności zbiegła na Żoliborz lub pozostała w ocalałych domach.
Dzięki odwrotowi sił niemieckich z placówek w Szkole Gazowej i szkole przy ul. Kolektorskiej siłom pułkownika „Żywiciela” udało się do 1 września przejąć kontrolę nad niemal całym Marymontem. Następny tydzień minął bez większych walk.
Niemcy uaktywnili się wraz z początkiem sowieckiego natarcia na Pragę. 13 września nieprzyjaciel rozpoczął intensywny ostrzał Marymontu, a następnego dnia przystąpił do szturmu na marymonckie osiedla. Po dwugodzinnym przygotowaniu artyleryjskim na Marymont ruszyło natarcie niemieckiej piechoty wspartej silnymi zespołami broni pancernej. Niemcy atakowali z dwóch stron – wzdłuż ulic Marymonckiej i Gdańskiej oraz wzdłuż ulicy Kamedułów, wałem wiślanym do Cytadeli. W natarciu uczestniczyły dwa bataliony 25. Dywizji Pancernej (25. oddział rozpoznawczy oraz 87. batalion saperów). Zacięte walki trwały blisko osiem godzin i zakończyły się dopiero około godziny 20:00. Tego dnia Niemcom udało się opanować niemal cały Marymont – w tym zdobyte dwa tygodnie wcześniej przez Polaków budynki „Olejarni” przy ul. Gdańskiej 33 oraz Szkoły Gazowej przy ul. Gdańskiej 6. Powstańcy byli zmuszeni wycofać się na linię ul. Potockiej i ul. Elżbiety Drużbackiej. W pododdziałach Zgrupowań AK „Żubr” i „Żmija” straty były bardzo duże – dochodzące do 30% zabitych i rannych. Oddziały niemieckie również poniosły poważne straty. Zginął m.in. dowódca 25. oddziału rozpoznawczego, dwóch dowódców kompanii oraz kilkudziesięciu żołnierzy. Powstańcy zdołali prawdopodobnie uszkodzić 6 niemieckich pojazdów pancernych.

## Zbrodnie na jeńcach i ludności cywilnej

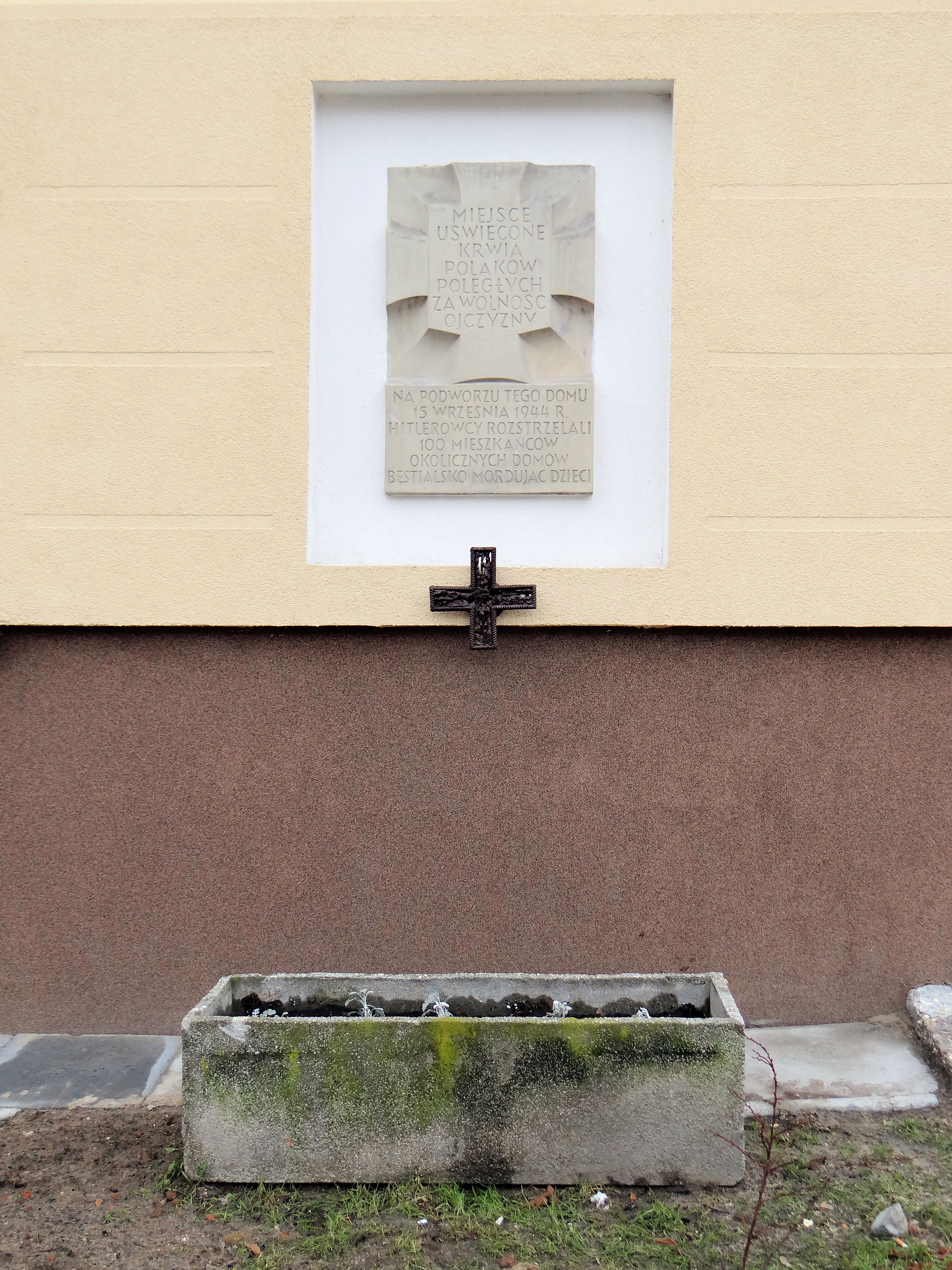
Pamiątkowa tablica przy ul. Gdańskiej 4A

Na zajętym przez siebie terenie żołnierze niemieccy palili domy oraz systematycznie mordowali ludność cywilną – w tym kobiety i dzieci. Według protokołów PCK tego dnia zamordowano co najmniej 363 mieszkańców Marymontu, w tym 25 dzieci w wieku od 3 miesięcy do 14 lat. Adam Borkiewicz szacował z kolei liczbę ofiar na ponad 500.
Pacyfikacja Marymontu przebiegała według ustalonego z góry schematu. Niemcy i ich wschodni kolaboranci brutalnie wypędzali ludność z domów i schronów. Po rewizji, której zazwyczaj towarzyszyła grabież wszystkich cennych przedmiotów osobistych, Polaków pędzono do gmachu CIWF na Bielanach (punkt etapowy gdzie odbywała się „selekcja” schwytanych) lub rozstrzeliwano na miejscu. Masowe egzekucje miały miejsce w kilku miejscach przy ulicy Marii Kazimiery – przede wszystkim na placu przed tzw. pałacykiem Marysieńki, w pobliżu stawów marymonckich, jak również przy ul. Gdańskiej na rogu ul. Kaskadowej oraz w domu magistrackim Dyrekcji Wodociągów przy ul. Potockiej. Ofiarą masakry padli przede wszystkim mieszkańcy ulic: Marii Kazimiery (około 120 ofiar) , Dembińskiego (około 50 ofiar), Rymkiewicza (około 35 ofiar), Morawskiej (około 10 ofiar), Gdańskiej (około 10 ofiar) i Słowackiego (kilku zabitych). Piwnice, w których chroniła się ludność cywilna obrzucano granatami. Według zeznań niektórych świadków Niemcy mieli także wykorzystywać cywilów w charakterze „żywych tarcz”, pędząc ich przed swoimi czołgami.

Zaprowadzono nas nad stawy, kazano klęknąć (…). Ukraińcy zaczęli odbierać od nas biżuterię i bardziej wartościowe przedmioty. Z grupki mężczyzn zabrał kolejno młody Ukrainiec trzy czy cztery czwórki mężczyzn i za każdym razem odprowadzał za wzgórze skąd słyszałem odgłosy strzałów z karabinu, następnie Ukrainiec wracał sam – zeznanie Władysława Gąsiorowicza.

Rotmistrz „Żmija” (Adam Rzeszotarski) znalazłszy przed pałacykiem Marysieńki ciała swej matki, żony i syna doznał załamania nerwowego i nie był w stanie dalej dowodzić zgrupowaniem.
Mordowano też rannych oraz wziętych do niewoli powstańców. W parterowym domu przy ulicy Rajszewskiej 12 Niemcy przy użyciu granatów i miotaczy płomieni wymordowali czternastu rannych z plutonu 224 (zgrupowanie „Żmija”) oraz trzy opiekujące się nimi sanitariuszki. Ocalało jedynie dwóch rannych; jednym z nich był Wacław Gluth-Nowowiejski. W powstańczym punkcie sanitarnym przy ulicy Rudzkiej 4 zamordowali z kolei 20 rannych oraz nieustaloną liczbę personelu medycznego.
15 września Niemcy kontynuowali natarcie na Marymoncie, lecz mimo wsparcia lotnictwa nie zdołali przełamać obrony powstańczej (w polskich rękach pozostały m.in. budynki zakładów Opla). Udało im się zdobyć jedynie kwartał ograniczony ulicami Mickiewicza–Potocką–Bohomolca oraz przejściowo wyprzeć żołnierzy kapitana „Żubra” z domów przy ulicach Gdańskiej i Bieniewickiej. W opanowanych domach przy ul. Gdańskiej 4 i 4A Niemcy rozstrzelali około 30 osób, w tym kobiety i dzieci. Tego dnia zamordowano również około 20 mieszkańców ulicy Bieniewickiej. 16 września żołnierze AK odbili domy przy ul. Gdańskiej 4 i 4A, gdzie znaleźli w piwnicach ciała kilkudziesięciu bestialsko zamordowanych cywilów. Protokół oględzin miejsca masakry przy ul. Gdańskiej został później przekazany przez pułkownika „Żywiciela” dowództwu niemieckiemu (w odpowiedzi na propozycję kapitulacji Żoliborza).
Ocalałych mieszkańców Marymontu Niemcy spędzili do gmachu CIWF na Bielanach, gdzie rosyjskojęzyczni kolaboranci dopuścili się licznych gwałtów na kobietach. Po krótkim pobycie w gmachu CIWF zgromadzona tam ludność została wywieziona do obozu przejściowego w Pruszkowie.
Należy podkreślić, iż podczas walk o Marymont zbrodni na jeńcach i ludności cywilnej dokonywali przede wszystkim żołnierze Wehrmachtu (25. Dywizja Pancerna), z dużym udziałem kolaborantów ze wschodnich jednostek ochotniczych. Odróżnia to Marymont od innych dzielnic Warszawy, gdzie największych okrucieństw wobec ludności cywilnej dopuszczały się zazwyczaj formacje SS i policji niemieckiej.